# 乙炔二醇
乙炔二醇（英語：Acetylenediol）是一种有机化合物，其结构式为HO-C≡C-OH。它是具有二醇结构的乙炔衍生物。高浓度的乙炔二醇很不稳定，会异构化成为乙二醛 H(C=O)2H。

## 检测与发现
1986年J. K. Terlouw使用质谱分析金属有机化合物还原后的气态产物时发现了乙炔二醇。
1995年,Günther Maier和Christine Rohr在10K温度下于固态的氩当中光解方酸获得了乙炔二醇。

## 衍生物

### 烷氧基衍生物
虽然炔醇这种结构异常不稳定，而它的盐乙炔二醇盐负离子(O-C≡C-O)2− 还是早已被熟知的。这些有机金属化合物(尤其是醇盐化合物)通常由二醇类的物质和活泼金属作用失去氢离子来获得，但是这里介绍的乙炔二醇盐却并非通过这种常规手段获得。
通常合成乙炔二醇盐的方法是通过一氧化碳来还原。1834年，李比希即通过金属钾和一氧化碳反应得到了乙炔二醇钾K2C2O2 。
但是长久以来该产物被认为是「羰基钾」"KCO。其后的130年中，下列物質的乙炔二醇鹽都被错认为"羰基"化合物：钠（Johannis, 1893）、钡（Gunz and Mentrel, 1903）、锶（Roederer, 1906）、和锂、铷和铯（Pearson, 1933）。
。 
而这个反应最终被证明其当时合成的是乙炔醇钾K
2C
2O
2和苯六酚钾K
6C
6O
6。
这些盐的真正结构是由Werner Büchner 和E. Weiss于1963年证实的。

此外，乙炔醇盐现在还可以通过这样的条件制备：快速的将一氧化碳和相应的金属在液氨中形成的溶液反应。
乙炔醇钾是一种黄白色的固体，其和空气、卤素、卤代烃、醇、水（以及其他具有酸性氢官能团的物质）都反应很剧烈而容易爆炸。

### 配位化合物
乙炔二醇可以形成配位化合物，比如[TaH(HOC≡COH)(dmpe)2Cl]+Cl−，其中的dmpe指1,2-双(二甲基瞵)乙烷。
乙炔二醇和相关的阴离子比如三角酸盐C
3O2−
3和方酸盐C
4O2−
4都已经通过一氧化碳在温和条件下和CO配体在有机铀化合物的催化下偶联还原得到。

## 其他衍生物
虽然说除了二醇以外的衍生物非常少，还是有诸如((CH3)2CH)-O-C≡C-O-(CH(CH3)2) 和((CH3)3C)-O-C≡C-O-(C(CH3)3)的衍生物。